# Ernesto Cauvin
Ernesto Cauvin (Genova, 28 novembre 1903 – Genova, 23 dicembre 1981) è stato un imprenditore, dirigente sportivo e politico italiano.

## Biografia
Discendente di una famiglia di origine francese trapiantata a Genova nel XIX secolo, Ernesto Cauvin si laurea presso l'università del capoluogo ligure, intraprendendo l'attività di giornalista pubblicista.
Dopo un periodo trascorso all'estero, viene chiamato dal padre Vittorio a collaborare alla gestione dell'azienda da quest'ultimo fondata nel 1890 per l'importazione e il commercio di fertilizzanti.
Negli anni 1930 entra a far parte della corporazione della chimica del Regno d'Italia; grazie a tale posizione, nel 1939 viene nominato alla Camera dei fasci e delle corporazioni per la XXX legislatura.
Nel secondo dopoguerra subentra definitivamente al padre nella gestione dell'impresa familiare, provvedendo a diversificarne le attività: è lui a inserirla nel settore del commercio estero e a procurarle le concessioni d'agenzia della United States Steel e dell'Alcoa per commerciare e lavorare acciaio e alluminio da smerciare sul mercato italiano.
Su sollecitazione dell'arcivescovo di Genova Giuseppe Siri e del concittadino imprenditore Angelo Costa, tra il 1951 e il 1953 assume la presidenza del Genoa, il più antico club calcistico italiano, reduce da anni di malagestione e risultati sportivi deludenti che l'avevano portato a retrocedere in Serie B: le sue scelte manageriali (ivi compresa l'opera persuasiva presso le istituzioni locali e nazionali per la costruzione di un campo d'allenamento presso villa Lomellini Rostan) si rivelano azzeccate e nel 1953 il Grifone torna in Serie A. Ottenuto tale risultato, cede la carica a Ugo Valperga.
Nello steso periodo ricopre inoltre le cariche di vicepresidente della Confederazione generale italiana del commercio e del turismo, presidente dell'Associazione italiana case import-export e membro dell'Associazione nazionale commercio estero.
A partire dal 1958 si fece affiancare dai figli Gian Vittorio e Massimiliano detto "Max" (avuti dalla moglie Gabriella Bertolini) nella gestione dell'azienda familiare, di cui mantenne comunque la presidenza fino al giorno della morte.